# Resolutie 2084 Veiligheidsraad Verenigde Naties
Resolutie 2084 van de Veiligheidsraad van de Verenigde Naties werd op 19 december 2012 unaniem aangenomen door de VN-Veiligheidsraad en verlengde de in 1974 gecreëerde waarnemingsmacht in Syrië opnieuw met een half jaar.

## Achtergrond
Na de Jom Kipoeroorlog kwamen Syrië en Israël overeen de wapens neer te leggen. Een waarnemingsmacht van de Verenigde Naties moest op de uitvoer van de twee gesloten akkoorden toezien.
In de marge van de protesten in Syrië vonden ook in het operatiegebied van de macht demonstraties plaats. Op 15 mei en 5 juni 2011 probeerden die Israël binnen te dringen en daarbij vielen vele doden; het ernstigste incident in UNDOF's bestaan.
In datzelfde jaar begon ook de opstand in Syrië tegen de heerstende dictatuur. Deze opstand draaide uit in een burgeroorlog die eind 2012 nog steeds voortduurde.

## Inhoud

### Waarnemingen
De situatie in het Midden-Oosten bleef gespannen. Het akkoord over de terugtrekking van troepen werd meermaals geschonden. Zo bevonden zich het Syrische leger, opstandelingen en verboden wapens in de bufferzone. De operaties van het Syrische leger verhinderden de UNDOF-waarnemingsmacht haar mandaat uit te voeren. Op 29 november 2012 had zich een incident voorgedaan waarbij vijf vredeshandhavers gewond raakten.

### Handelingen
De partijen werden opgeroepen onmiddellijk resolutie 338 uit 1973 uit te voeren. Ze werden ook herinnerd aan hun verplichting het akkoord over het terugtrekken van troepen uit 1974 na te komen en zich terughoudend op te stellen. Ten slotte werd het mandaat van UNDOF opnieuw met zes maanden verlengd, tot 30 juni 2013.

## Verwante resoluties
- Resolutie 2052 Veiligheidsraad Verenigde Naties
- Resolutie 2064 Veiligheidsraad Verenigde Naties
- Resolutie 2108 Veiligheidsraad Verenigde Naties (2013)
- Resolutie 2115 Veiligheidsraad Verenigde Naties (2013)

Lijst ·  2033 ·  2034 ·  2035 ·  2036 ·  2037 ·  2038 ·  2039 ·  2040 ·  2041 ·  2042 ·  2043 ·  2044 ·  2045 ·  2046 ·  2047 ·  2048 ·  2049 ·  2050 ·  2051 ·  2052 ·  2053 ·  2054 ·  2055 ·  2056 ·  2057 ·  2058 ·  2059 ·  2060 ·  2061 ·  2062 ·  2063 ·  2064 ·  2065 ·  2066 ·  2067 ·  2068 ·  2069 ·  2070 ·  2071 ·  2072 ·  2073 ·  2074 ·  2075 ·  2076 ·  2077 ·  2078 ·  2079 ·  2080 ·  2081 ·  2082 ·  2083 ·  2084 ·  2085